# Trichonotulus brevisetosus
Trichonotulus brevisetosus är en skalbaggsart som beskrevs av Rudolph Petrovitz 1973. Trichonotulus brevisetosus ingår i släktet Trichonotulus och familjen Aphodiidae. Inga underarter finns listade i Catalogue of Life.